# Gibbs Quadski

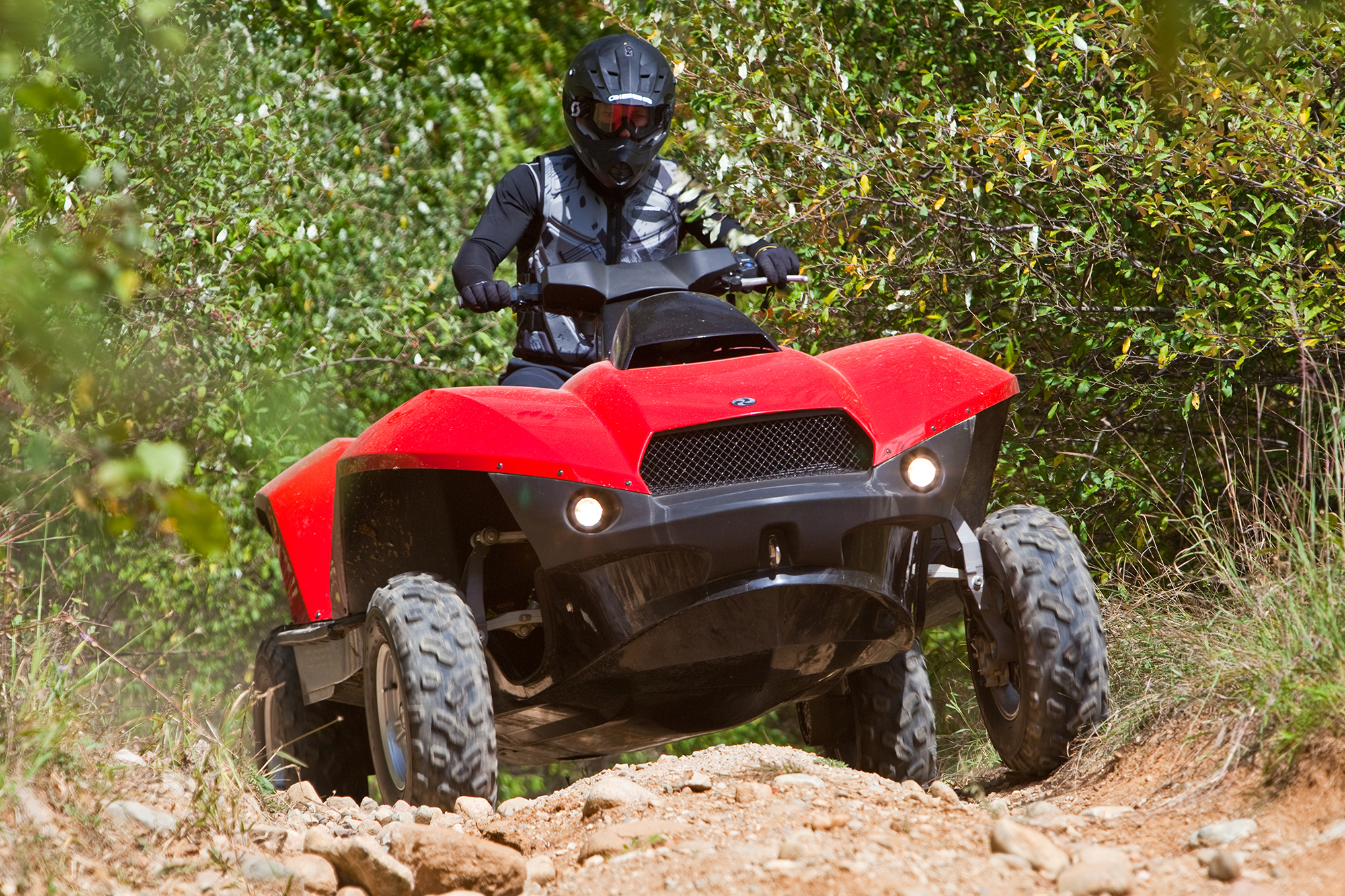
Gibbs Quadski

Das Gibbs Quadski ist ein Amphibienfahrzeug, welches die Eigenschaften eines Quads und eines Jetskis vereint. Entwickelt wurde es von dem gebürtigen Neuseeländer Alan Gibbs. Die Firma Gibbs Technologies, die das Fahrzeug produziert, hat ihren Sitz in der englischen Grafschaft Warwickshire in der Nähe von Coventry.
An Land und auch zu Wasser erreicht das Quadski mit seinem 1,3-Liter-Vierzylindermotor (BMW, 103 kW / 140 PS) 72 km/h. Das Vehikel wiegt 605 kg und sein maximales Drehmoment liegt bei 118 Nm. Das Quadski wird im Wasser durch einen Wasserstrahlantrieb angetrieben. Wie schon beim Gibbs Aquada oder beim Gibbs Humdinga klappen die Räder per Knopfdruck ein, und das Quad verwandelt sich in fünf Sekunden in ein Jetski. Dieser Mechanismus ist während des Betriebes im „Landmodus“ gesperrt und wird erst dann freigeschaltet, wenn das Fahrzeug sich im „Wassermodus“ befindet. Dies garantiert, dass sich nicht während der Fahrt auf dem Land die Räder nach innen klappen. Die Reichweite an Land beträgt laut Herstellerangaben 600 km. Im Wasser soll das Fahrzeug zwei Stunden lang vorankommen.
Der Hersteller hat in 15 Jahren 300 Patente für das Fahrzeug angemeldet. Das Quadski wurde bereits 2006 in Kleinserie gebaut und ist seit 2012 in einer überarbeiteten Version als Serienfahrzeug zu erwerben. Im Juni 2014 wurde ein zweites Modell Quadski XL vorgestellt, welches Platz für zwei Personen bietet.

## Eigenschaften
|                      | Quadski                                                 | Quadski XL                                              |
| -------------------- | ------------------------------------------------------- | ------------------------------------------------------- |
| Motor                | 1,3-Liter-Vierzylindermotor von BMW                     | 1,3-Liter-Vierzylindermotor von BMW                     |
| Motorleistung        | 128 kW / 175 PS                                         | 128 kW / 175 PS                                         |
| Antrieb              | Heckantrieb (an Land) / Wasserstrahlantrieb (im Wasser) | Heckantrieb (an Land) / Wasserstrahlantrieb (im Wasser) |
| max. Geschwindigkeit | 75 km/h (an Land und im Wasser)                         | 75 km/h (an Land und im Wasser)                         |
| Sitzplätze           | 1                                                       | 2                                                       |
| Bodenfreiheit in mm  | 225                                                     | 215                                                     |
| Länge in mm          | 3260                                                    | 3560                                                    |
| Breite in mm         | 1587                                                    | 1587                                                    |
| Höhe in mm           | 1359                                                    | 1345                                                    |
| Gewicht in kg        | 605                                                     | 652                                                     |